# VIC Records
VIC Records – holenderska wytwórnia muzyczna założona w 1992 r.
Do jej najbardziej znanych wydawnictw należą:
- Katatonia – Jhva Elohim Meth... The Revival
- Hammerfall – Glory to the Brave (prawa do tego albumu zostały później odsprzedane wytwórni Nuclear Blast)
- October Tide – Rain Without End